# Appetit
Unter Appetit (von lat. appetitus cibi „Verlangen nach Speise“, von appetere = begehren, verlangen) versteht man einen psychischen Zustand, der sich durch das lustvoll geprägte Verlangen, etwas Bestimmtes zu essen, auszeichnet. Damit unterscheidet er sich als psychologisches Phänomen von dem in erster Linie physiologischen Gefühl des Hungers. Das Gegenteil von Appetit auf eine Speise ist Ekel.

## Neurobiologie des Appetits
Im Hungerzentrum des lateralen Hypothalamus regeln Neurohormone, allen voran Serotonin, den Hunger, während Sättigungshormone wie Cholezystokinin im Sättigungszentrum in den ventromedialen Nuclei des Hypothalamus die Kontrolle über die Sättigung ausüben. Der Appetit dagegen entsteht im limbischen System.
Auf Grund des Appetits ist es möglich, (weiter) essen zu wollen, auch wenn man keinen Hunger (mehr) hat, weil der Appetit nicht vom Hungerzentrum im Hypothalamus gesteuert wird. Aus dem gleichen Grund ist es auch möglich, eine bestimmte Speise trotz Hungers nicht essen zu wollen.

## Appetit im Vergleich zu Hunger
Das echte Hungergefühl ist unangenehm bis schmerzhaft und weitaus weniger wählerisch als Appetit: Hunger ist das Bedürfnis, irgendetwas zu essen, um satt zu werden. Hungergefühle werden durch Kontraktionen des leeren Magens, vor allem aber durch Absinken des Glukosespiegels und Änderungen im Thermo- und Lipidstoffwechsel ausgelöst.
Anders beim Appetit: Als kognitiv-motivationales Phänomen wird er stark von den Sinneswahrnehmungen beeinflusst. Sensorische Faktoren wie Aussehen, Geruch, Geschmack, Temperatur und Konsistenz der Speisen spielen hier eine wichtige Rolle.
Außerdem trägt ein vielfältiges Nahrungsangebot, etwa bei einem Buffet, dazu bei, den Appetit zu fördern, unabhängig von der Sättigung. Appetit trägt bei vielen Menschen dazu bei, dass sie wesentlich mehr essen, als zur Sättigung notwendig wäre.

## Nahrungspräferenzen
Die Geschmackspräferenz für süß ist angeboren, ebenso die Abneigung gegen die Geschmacksrichtung bitter. Auch Muttermilch schmeckt leicht süßlich und mag zu einer lebenslangen Vorliebe für Süßes und Fetthaltiges beitragen. Salziger Geschmack kann von Säuglingen ab dem vierten Lebensmonat erkannt werden und wird dann auch bevorzugt. Darüber hinaus werden Nahrungsvorlieben sozial erworben und kulturell beeinflusst, zum Beispiel für bitter schmeckende Genussmittel wie Bier und Kaffee. Auch die Vorliebe für Schokolade ist nicht in jedem Land gleich stark ausgeprägt. In den USA und im deutschen Sprachraum ist Schokolade bei allen Altersstufen überaus beliebt, in Spanien spielt diese Süßigkeit dagegen eine weitaus geringere Rolle. Umstritten ist, ob Süßstoffe eine erhöhte Insulinkonzentration im Blut und dadurch Gelüste nach Süßem bewirken (siehe dazu Blundell/Hill-Hypothese zur appetitsteigernden Wirkung von Süßstoff).
Gelüste auf ungewöhnliche Speisekombinationen, wie Hering mit Marmelade, treten zum Beispiel bei Frauen in der Schwangerschaft auf, wobei der Appetit von den hormonellen Veränderungen beeinflusst wird. Anfälle von Heißhunger haben ebenfalls weniger mit Hunger zu tun als mit psychisch bedingten Essgelüsten.
Die Geschmacksrichtung umami wurde von japanischen Forschern erstmals 1908 benannt und wird durch den Lebensmittelzusatzstoff Natriumglutamat erzielt. Dieser Geschmack kommt in schwächerer Form jedoch auch natürlich in Lebensmitteln vor, die Eiweiß enthalten, unter anderem auch in der Muttermilch. Auch die Vorliebe für umami gilt in der Forschung daher mittlerweile als angeboren; die Lebensmittelindustrie nutzt diesen Appetit, indem sie diverse Produkte entsprechend würzt.
Auch Geruch und Farben von Speisen beeinflussen nachweislich den Appetit und wecken bestimmte positive oder negative Assoziationen. Werden bekannte Lebensmittel anders eingefärbt, lässt der Appetit darauf bei den meisten Menschen nach. Blau ruft zum Beispiel bei den meisten Speisen keinen großen Appetit hervor und wird daher selten als künstlicher Farbstoff verwendet. Versuche mit Gummibärchen haben ergeben, dass die unterschiedlichen Farben mit verschiedenen Aromen assoziiert werden – mit verbundenen Augen konnten die Probanden jedoch keine Geschmacksunterschiede feststellen.
Unbekannte Nahrungsmittel lösen grundsätzlich weniger Appetit aus als bekannte. Dafür gibt es zwei Ursachen: Die Geschmackserinnerung beim Anblick einer bekannten Speise bewirkt, dass das vegetative Nervensystem Impulse sendet, die die Speichel- und Magensaftproduktion anregen. Außerdem gibt es eine instinktive Reaktion – Neophobie genannt, die vermutlich darauf beruht, dass die Aufnahme von neuer, unbekannter Nahrung riskant ist, weil unbekannte Nahrungsmittel giftig sein können. Die Neophobie und die damit einhergehende Verweigerung von neuem Essen lässt sich jedoch durch Exposition, also durch Erfahrungen mit neuer Nahrung, verändern. Verhaltenstherapeutische Interventionen auf Basis des Approach Avoidance Task, wie das Retraining in sensu, konnten in kontrollierten Studien den Appetit von Probanden zügeln.
Wesentlich für die Esslust ist aber vor allem die Konsistenz einer Speise. Eigenschaften wie „schleimig“, „breiig“ oder klebrig erzeugten überdurchschnittlich häufig Ekelgefühle bei den Teilnehmern einer entsprechenden Studie.

## Sonstiges
Ein Medikament, das durch die verstärkte Ausschüttung des Hormons Serotonin den Hunger für Stunden unterdrückt, ist entgegen der umgangssprachlichen Bezeichnung kein Appetitzügler, sondern de facto ein Hungerunterdrücker.
Appetit auf normalerweise nicht essbare Substanzen gilt als Verhaltens- oder Essstörung und wird in der Medizin Pica-Syndrom genannt.
Im Deutschen gibt es viele regionale und dialektale Ausdrücke dafür, „Appetit auf etwas“ zu haben. So spricht man:
- in Bayern, Österreich, der Schweiz und Südtirol von Glust auf, mich glust’s auf etwas, im Süden Österreichs von einem Gusto auf etwas, im Badischen von Gluschd nach etwas oder im Schwäbischen a Glischdn auf etwas haben (etymologisch zu „Gelüsten“, „Lust“), alternativ auch von einem Guster, an Guster auf wos hom
- Norddeutsch (speziell im Bremer Raum) von Jieper auf etwas
- im Rheinischen von Zips auf etwas
- im Westfälischen von einem Gieper auf etwas oder auch vom Schmacht haben